# Голод, Наум Исаакович
Нау́м Исаа́кович Го́лод (18 февраля 1910, Щедрин, Минская губерния — 20 января 1972, Ленинград) — советский организатор кинопроизводства, оператор, фронтовой кинооператор в годы Великой Отечественной войны.

## Биография
Родился 5 (18) февраля 1910 года в Щедрине (ныне Жлобинский район Гомельской области Белоруссии).
В 1924—1926 годах был помощником кинолаборанта на базе «Совкино» в Ростове-на-Дону, в 1926—1927 годах — помощником киномеханика. С 1927 года — кинолаборант, ассистент оператора на Ростовской кинофабрике «Союзкинохроника», там же начал работать как оператор. В 1931—1932 годах участвовал в съёмках проектов кинофабрики «Востоккино».
В октябре 1932 года был призван в Красную армию, проходил службу в авиашколе в Ейске. По возвращении на ростовскую «Союзкинохронику» в 1934 году был назначен начальником кинолаборатории, а в 1938 году — начальником производства.
В 1938—1940 годах был заместителем директора и директором Восточно-Сибирской студии кинохроники в Иркутске, с ноября 1940 года — заместитель директора Ленинградской студии кинохроники.
С начала войны — начальник, заместитель начальника киногруппы Волховского фронта, также вёл съёмки боевых операций.
«Куда! — закричал Косицын, — назад!» — Но оператор уже выходил в открытую к насыпи.
 С платформы поезда немецкий часовой  вдруг замахал радостно рукой. С других платформ тоже закричали и замахали, привлекая к себе внимание: меня, меня сними!
 Фашисты  подумали, что свой военный кинооператор делает кадры для хроники…
В первую же зиму ему довелось снимать подрыв вражеского эшелона в тылу врага — близ станции Дивенская:
… Д. Косицын с группой партизан заминировали полотно железной дороги. Почти сутки бойцы ждали эшелон. Вместе с ними был и ленинградский кинооператор Наум Голод.
 Послышался шум приближающегося поезда. Кинооператор выходит на полотно, устанавливает аппарат и начинает съёмку летящего на всех парах поезда. Немцам, увидевшим оператора, не могла и прийти в голову мысль, что снимается их путь к гибели. Высунувшись из вагонов, солдаты приветственно махали платками. Всё их внимание было устремлено на кинооператора, на что, собственно, и рассчитывал Д. Косицын.
 Оглушительный взрыв.— Владимир Агеевец, «Вестник высшей школы» № 5 1985
С сентября 1942 года — заместитель начальника киногруппы Ленинградского фронта, оставался им до окончательного прорыва блокады. Воинские звания — лейтенант административной службы; старший политрук.
Н. Голод является автором сюжетов для кинопериодики: «Наука и техника», «Союзкиножурнал». Он оставался заместителем директора Ленинградской студии кинохроники по февраль 1950 года. В том же году ушёл в Ленинградский государственный театр имени Ленинского комсомола — художником.
Член ВКП(б) с 1940 года.
Скончался 20 января 1972 года в Ленинграде. Похоронен на кладбище Памяти жертв 9-го января (участок 64, ряд 20, могила 15).

### Семья
- Жена — Валентина Михайловна Голод (урождённая Сомова; 1898—1999), искусствовед, коллекционер, переводчик[11][12].
- Брат — Лазарь Исаакович Голод (1906—1941), оператор документального кино, пропал без вести на фронте[13].

## Избранная фильмография
- 1935 — Пастбищное содержание скота
- 1935 — Четырёхкорпусный тракторный плуг
- 1942 — Ленинград в борьбе (совместно с группой операторов)
- 1943 — В тылу врага (совместно с Б. Дементьевым, Л. Изаксоном)

Кадры кинолетописи Великой Отечественной войны, снятые Н. Голодом, вошли во многие документальные фильмы, созданные как при его жизни, так и после.

## Награды
- орден Красной Звезды (13 ноября 1942)[14]
- медаль «За оборону Ленинграда» (22 декабря 1942)[15]
- медаль «За победу над Германией в Великой Отечественной войне 1941—1945 гг.» (1945)[1]
- медаль «За доблестный труд в Великой Отечественной войне 1941—1945 гг.» (6 июня 1945)[16]

## Комментарии
1. ↑  «Интервью с картиной» (1963, реж. А. Минкин), «Их оружие — кинокамера» (1980, реж. К. Станкевич), «Блокада» (2005, реж. С. Лозница).